# Banc Grainger
Le banc Grainger (en anglais Grainger Bank, en vietnamien Bãi Quế Đường, en mandarin  Lǐzhǔn tān (en sinogrammes 准滩)), est un groupe de récifs corallliens immergés au sud-ouest des îles Spratleys en mer de Chine méridionale,,.

## Géographie
Le banc Grainger est un groupe de récifs coralliens immergé situé au sud-ouest de la mer de Chine méridionale, à 225 milles marins au sud-est du Viêt Nam continental, à 13 milles marins au sud-ouest du banc Alexandra, à 15 milles marins au sud du banc Prince of Wales, à 26 milles marins à l'est du banc Prince Consort et à 26 milles marins à l'est du banc Vanguard,.
La surface du récif observée mesure 10 km de long le long de l’axe du nord-est au sud-ouest et 4,5 km de large le long de l’axe ouest-est. La superficie totale est de 27,6 km2. La ceinture a une profondeur d'environ 11 à 14,6 mètres, la moins profonde au nord-est et le long de la face sud-est,,.

## Infrastructures

### Plateformes
Le Viêt Nam a érigé deux structures en acier appelées plateformes DK1. « DK » est l'abréviation initiale de Dịch vụ - Khoa học kỹ thuật (en français « Service - Science et Technologie »), tandis que le chiffre « 1 » fait référence aux plateformes situées dans le cercle le plus extérieur, le plus éloigné du continent. 
Plus tard, le modèle de maison de forage a été repensé, plus spacieux et plus robuste, avec une structure continue suivant le modèle d'une plateforme de forage en eau profonde.
Il existe actuellement deux plateformes en activité :
- Plateforme DK1/8 (Maison de forage Quế Đường 8) : achevée pour la première fois le 4 novembre 1991.
- Plateforme DK1/19 (Maison de forage Quế Đường 19) : achevée pour la première fois le 10 avril 1997.

Actuellement, la plateforme est contrôlée par les soldats de la garnison appartenant au bataillon DK1, initialement sous la brigade 171 du commandement de la région 2 de la Marine populaire vietnamienne, puis sous le commandement de la région navale 2.
Ils cultivent des légumes et élèvent du bétail et de la volaille pour répondre à leurs besoins alimentaires.

### Phare
Le phare du banc Grainger est situé sur la plateforme DK1/8, la hauteur de la tour est de 23,4 mètres, sa portée est de 10 milles marins le jour et de 12 milles marins la nuit avec une lumière blanche. Caractéristiques lumineuses : 3 flashs groupés, cycle de 10 secondes,.

## Revendications

### Contenu des revendications

#### Viêt Nam
Administrativement, le banc Grainger est sous l'administration du Viêt Nam au sein de la province de Bà Rịa-Vũng Tàu.
Le Viêt Nam estime que, sur la base de l'article 60 de la Convention des Nations unies sur le droit de la mer de 1982 (CNUDM 1982), les réglementations sur les îles artificielles, les équipements et les structures dans la zone économique exclusive et les réglementations de l'article 80 sur les îles, les îles artificielles, les installations et structures sur le plateau continental, le Viêt Nam a le droit exclusif de construire, d'autoriser et de réglementer la construction, l'exploitation et l'utilisation d'îles artificielles, d'installations et de structures utilisées aux fins envisagées à l'article 56 de la CNUDM 1982 ou à d'autres fins économiques dans la zone économique exclusive et le plateau continental. Le Viêt Nam a déclaré qu’il n’avait pas intentionnellement transformé les récifs de son plateau continental sud [y compris le banc Grainger] en îles émergées et qu’il ne les avait pas attribués à l’archipel des îles Spratleys, et a rejeté cette attribution.

#### Chine
La république populaire de Chine et Taïwan estiment que le banc Grainger appartient à l'archipel des îles Nansha, et considère en même temps l'archipel de Nansha comme faisant partie du territoire indivisible de la Chine.
En 1935, la république de Chine a publié « Contraste des noms chinois-anglais des îles de la mer de Chine méridionale de Chine », qui a translittéré le nom anglais Grainger Bank en chinois par 格稷澤灘 (Gé jì zé tān). En 1947, le ministère de l'Intérieur de la république de Chine a changé le nom chinois de ce banc en 李準灘 (Lǐzhǔn tān, récif Lǐzhǔn). Le nom Lǐzhǔn tān est continuellement reconnu et utilisé par la république populaire de Chine depuis 1983.

### Droit public international
- Contrairement aux îles, les entités submergées ne peuvent pas revendiquer individuellement leur souveraineté, à moins qu'il ne puisse être prouvé qu'elles se trouvent dans les eaux historiques ou dans la zone économique exclusive de l'île.
- Le plateau continental ne fait pas partie du territoire national, en d'autres termes, les États côtiers n'ont pas de souveraineté sur le plateau continental. Selon l'article 77 de la CNUDM de 1982, les États côtiers n'exercent des droits souverains qu'en termes d'exploration et d'exploitation de leurs ressources naturelles. L'exercice de droits souverains par un État côtier ne doit pas causer de dommages à la navigation ou à d'autres droits et libertés d'autres États reconnus par la CNUDM. Selon l'article 79 de la CNUDM 1982, d'autres pays ont le droit d'installer des câbles et des pipelines sous-marins sur le plateau continental mais nécessitent l'accord de l'État côtier.